# Сувонни (округ)
Суво́нни (англ. Suwannee county) — округ штата Флорида Соединённых Штатов Америки. На 2000 год в нем проживало 34 844 человека. По оценке бюро переписи населения США в 2008 году население округа составляло 39 802 человек. Окружным центром является город Лайв-Ок. Округ Сувонни является одним из «сухих округов», то есть на его территории действует сухой закон.

## История
Округ Сувонни был сформирован в 1858 году. Он был назван в честь реки Сувонни, по которой проходит северная, западная и часть южной границы округа. Слово «Сувонни» происходит либо от испанского San Juan (Святой Иоанн), или от слова на языке племени Чероки sawani (река-эхо).